# Beleña
Beleña es un municipio y localidad española de la provincia de Salamanca, en la comunidad autónoma de Castilla y León. Se integra dentro de la comarca de la Tierra de Alba. Pertenece al partido judicial de Salamanca y a las mancomunidades Cuatro Caminos y Pantano de Santa Teresa.
Su término municipal está formado por los lugares de Beleña, La Matilla, Mataseca, Sanchotuerto y Sayaguente, ocupa una superficie total de 26,63 km² y según los datos demográficos recogidos en el padrón municipal elaborado por el INE en el año 2017, cuenta con 229 habitantes.
Fronteriza al noreste con Buenavista, al este con Sieteiglesias de Tormes y Fresno Alhándiga, al sur con Pedrosillo de los Aires, y al oeste con Monterrubio de la Sierra.

## Geografía
Integrado en la comarca de Tierra de Alba, se sitúa a 27 kilómetros de Salamanca. El término municipal está atravesado por la Autovía Ruta de la Plata (A-66) y por la carretera nacional N-630, entre los pK 364 y 368.
El relieve del municipio es predominantemente llano, siendo un altiplano salpicado por pequeñas colinas, entre las que destacan Las Guijas (966 metros) al norte, haciendo de límite con Buenavista (966 metros), y Las Cuatro Rayas (998 metros) al noroeste, en el límite con Monterrubio de la Sierra y Buenavista. La altitud oscila entre los 995 metros al noroeste (Las Cuatro Rayas) y los 850 metros al sureste, a orillas de un arroyo. El pueblo se alza a 880 metros sobre el nivel del mar. 
| Noroeste: Monterrubio de la Sierra                        | Norte: Buenavista     | Nordeste: Buenavista                       |
| Oeste: Monterrubio de la Sierra y Pedrosillo de los Aires |                       | Este: Buenavista y Sieteiglesias de Tormes |
| Suroeste: Pedrosillo de los Aires                         | Sur: Fresno Alhándiga | Sureste: Sieteiglesias de Tormes           |

El clima que predomina es mediterráneo continental; con inviernos muy fríos, y veranos muy suaves; suele llover en ocasiones. Los vientos que suelen soplar es el cierzo, que sopla del norte, y el gallego, del noroeste.

## Historia
Su fundación se remonta a la repoblación efectuada por los reyes de León en la Edad Media, denominándose entonces Belena, quedando integrado en dicha época en el cuarto de Allende el Río de la jurisdicción de Alba de Tormes, dentro del Reino de León, teniendo ya en el siglo XV el nombre actual. Con la creación de las actuales provincias en 1833, Beleña quedó encuadrado en la provincia de Salamanca, dentro de la Región Leonesa, formando parte del partido judicial de Alba de Tormes hasta la desaparición de éste y su integración en el de Salamanca.

## Demografía
Beleña cuenta con una población de 251 habitantes (INE 2024).
| Gráfica de evolución demográfica de Beleña entre 1842 y 2021                                                        |
| |
| Población de derecho según los censos de población del INE Población de hecho según los censos de población del INE |

### Núcleos de población
El municipio se divide en varios núcleos de población, que poseían la siguiente población en 2019 según el INE.

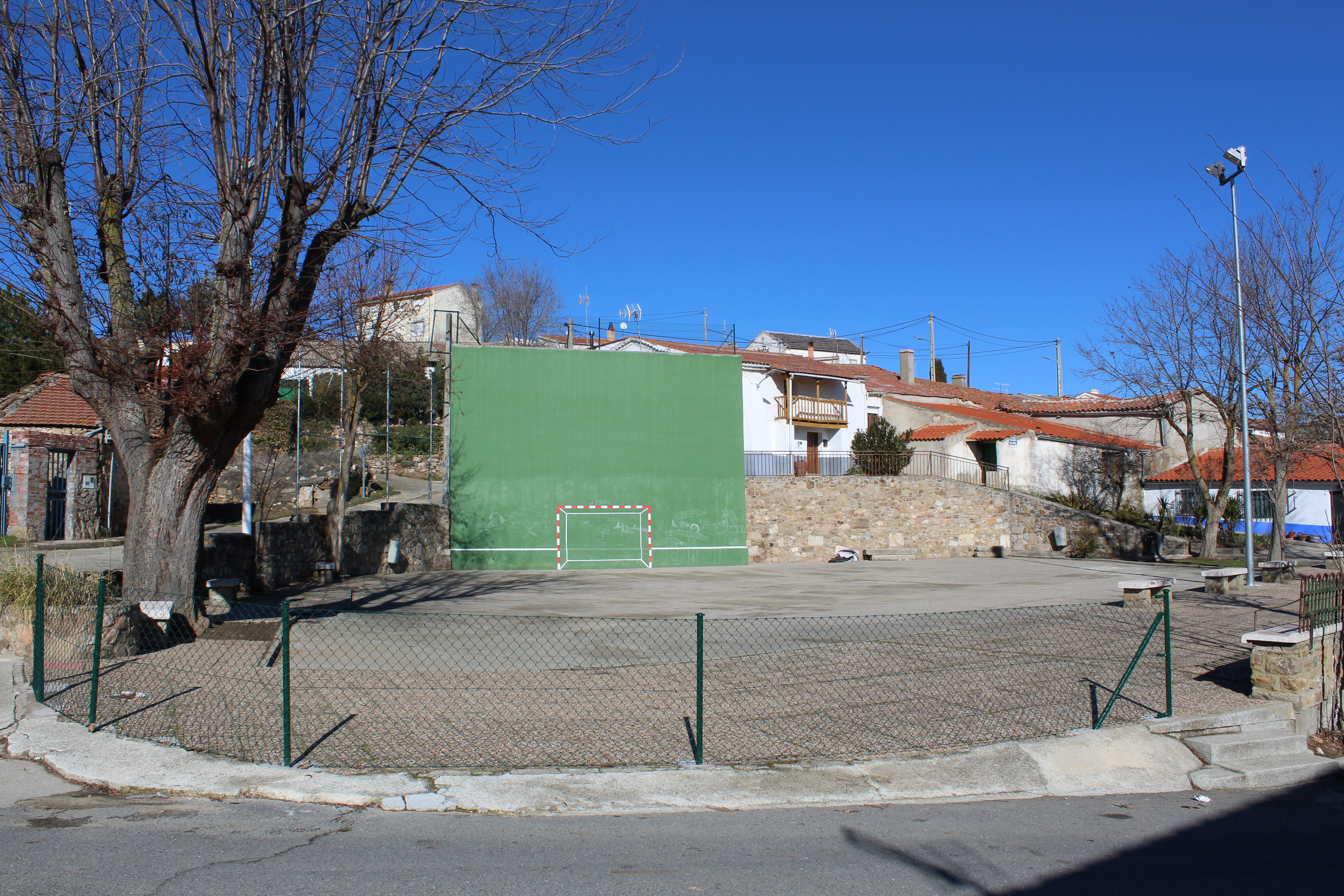
Plaza Ángel

| Núcleo de población | Población |
| ------------------- | --------- |
| Beleña              | 255       |
| La Matilla          | 1         |
| Mataseca            | 0         |
| Sanchotuerto        | 0         |
| Sayaguente          | 0         |

### Economía
Los vecinos del lugar se dedican a la agricultura y a la ganadería. Cultivan cereales; y cuidan ovejas, vacas y cerdos.

## Comunicaciones
Atraviesa el municipio la carretera nacional N-630, que une Gijón con Sevilla y permite dirigirse tanto a Zamora como a la capital provincial, en paralelo a esta carretera discurre la autovía Ruta de la Plata que tiene el mismo recorrido que la nacional y que si bien no tiene salida directa en el municipio, cuenta con ella en el vecino término de Buenavista, permitiendo unas comunicaciones más rápidas desde Beleña con el resto del país.
En cuanto al transporte público se refiere, tras el cierre de la ruta ferroviaria de la Vía de la Plata, no existen servicios de tren en el municipio ni tampoco línea regular con servicio de autobús. Por otro lado el aeropuerto de Salamanca es el más cercano, estando a unos 34 km de distancia.

## Administración y política
| Partido político                              | 2019  | 2019  | 2019       | 2015  | 2015  | 2015       | 2011  | 2011  | 2011       | 2007  | 2007  | 2007       | 2003  | 2003  | 2003       |
| Partido político                              | %     | Votos | Concejales | %     | Votos | Concejales | %     | Votos | Concejales | %     | Votos | Concejales | %     | Votos | Concejales |
| Partido Popular (PP)                          | 82,61 | 114   | 5          | 72,63 | 69    | 5          | 82,19 | 120   | 5          | 79,61 | 82    | 5          | 81,25 | 91    | 5          |
| Partido Socialista Obrero Español (PSOE)      | 15,22 | 21    | 0          | 18,95 | 18    | 0          | 14,38 | 21    | 0          | 14,56 | 15    | 0          | 16,07 | 18    | 0          |
| Coalición SI por Salamanca (SI)               | —     | —     | —          | —     | —     | —          | 3,42  | 5     | 0          | —     | —     | —          | —     | —     | —          |
| Unidad Regionalista de Castilla y León (URCL) | —     | —     | —          | —     | —     | —          | —     | —     | —          | —     | —     | —          | 6,25  | 9     | 0          |
| Unión del Pueblo Salmantino (UPSa)            | —     | —     | —          | —     | —     | —          | —     | —     | —          | —     | —     | —          | 6,25  | 7     | 0          |

## Cultura
Celebran sus fiestas el 13 de junio, dedicándolo a San Antonio de Padua; con romerías y teatro.